# Clément Boulanger
Pour les articles homonymes, voir Clément Boulanger (jésuite) et Boulanger (homonymie).
Clément Boulanger, né en 1805 à Paris et mort le 28 septembre 1842 à Manisa, est un peintre français.

## Biographie
Élève d'Ingres, Clément Boulanger est médaillé de 2e classe au Salon de 1827 avec une Baigneuse. Peintre d'histoire, il envoie des toiles aux Salons de 1827, 1831, 1834, 1835, 1837 à 1840 et 1842. Il reçoit des commandes publiques, tant pour des bâtiments religieux que pour le musée de Versailles. Il épouse en 1832 l'artiste peintre Marie-Élisabeth Blavot, dont il avait eu un fils né à Rome en 1830, Albert Boulanger-Cavé (1830-1910), qui devint surveillant du théâtre au ministère de l'Intérieur sous le Second Empire.
Il exécute, en dehors des œuvres conçues pour le Salon, une quantité assez importante de tableaux d'histoire et de portraits. Il mène également une activité de peintre d'éventails.
Clément Boulanger connaît une certaine notoriété de son vivant, qui ne survécut guère à sa mort en Turquie, où il devait faire un tableau représentant les fouilles archéologiques de Magnésie (aujourd'hui Manisa) entreprise par Texier, comme en témoigne le chapitre que lui consacre Alexandre Dumas (père) dans ses Mémoires, publiés entre 1852 et 1856.
Il meurt le 28 septembre 1842 à Manisa.

## Œuvres
- Chantilly, musée Condé : Voilà comment les enfants viennent, 1838[3].
- Fontainebleau, château de Fontainebleau : Le Baptême de Louis XIII au château de Fontainebleau, 1834[4].
- Paris, Bibliothèque-musée de la Comédie-Française : Autoportrait en costume italien, 1830[5]
- Rouen, musée des Beaux-Arts : La Procession de la Gargouille, vers 1837, étude pour le tableau conservé au musée des Augustins de Toulouse.
- Toulouse, musée des Augustins : La Procession de la Gargouille, 1837[6].
- Versailles, musée de l'Histoire de France :
  - Entrée de l'armée française à Moutiers le 4 octobre 1793, 1836 ;
  - Siège et prise des châteaux de Namur le 2 décembre 1792, 1837 ;
  - Combat de Succarello le 18 septembre 1795, 1837.

- Localisation inconnue :
  - Le Génie des arts préfère la misère aux grandeurs pour conserver son indépendance, 1835, allégorie[réf. nécessaire].
  - La Fontaine de jouvence, 1839 [7].

Œuvres de Clément Boulanger
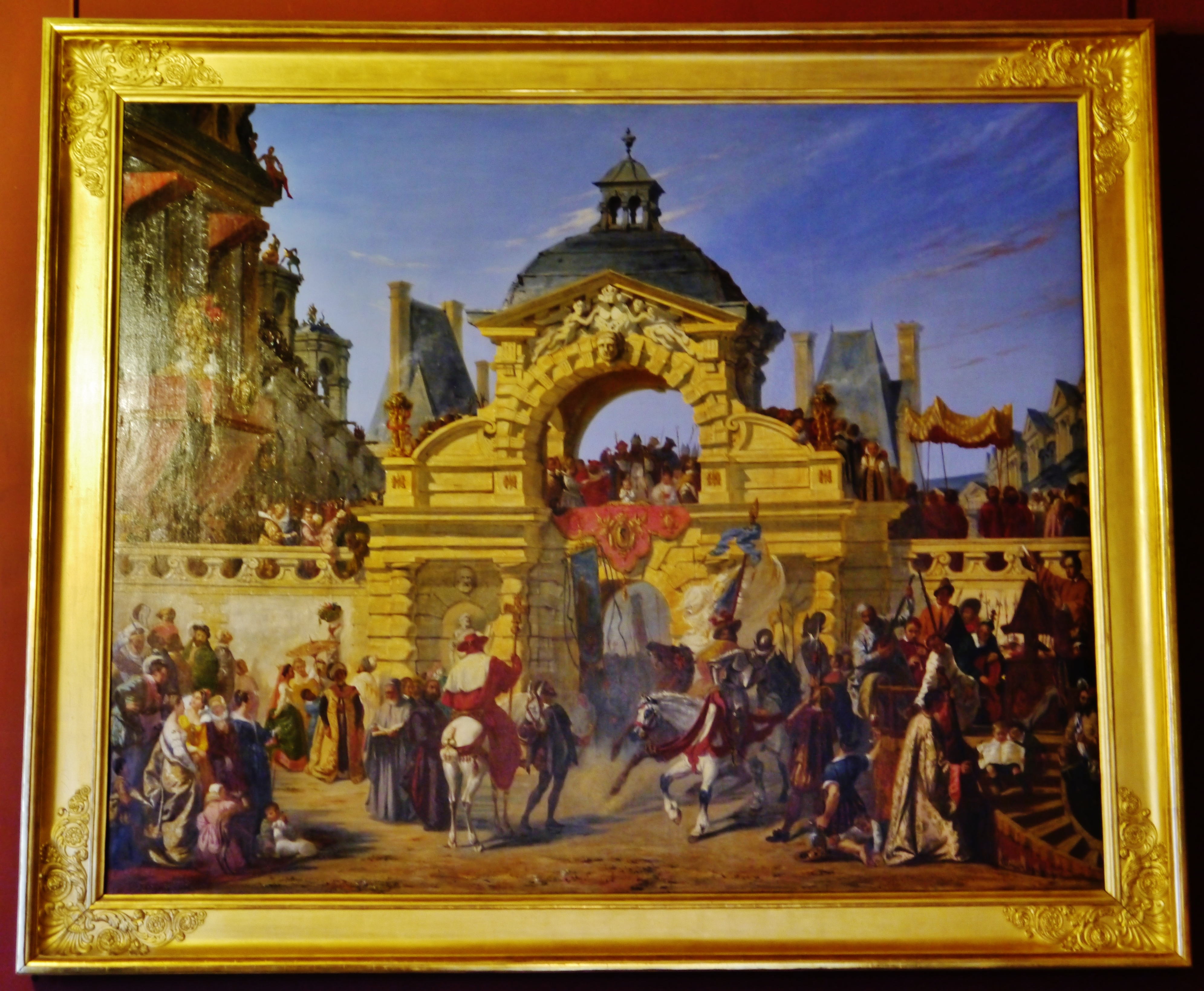
Le Baptême de Louis XIII au château de Fontainebleau (vers 1834), château de Fontainebleau.
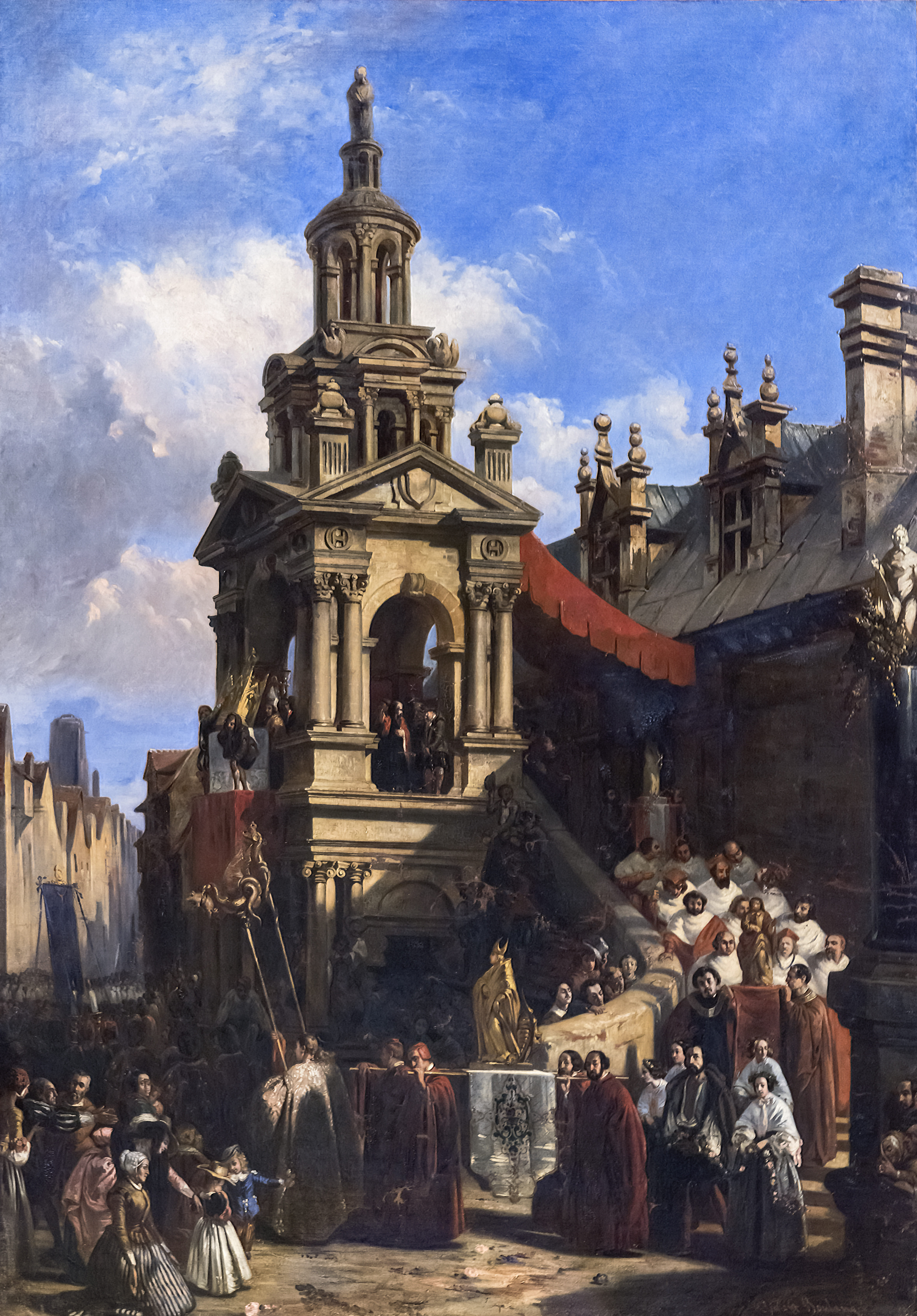
La Procession de la Gargouille (1837), musée des Augustins de Toulouse.
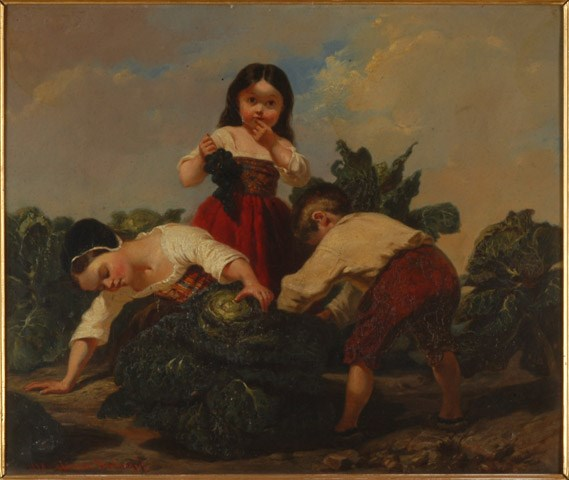
Voilà comment les enfants viennent (1838), Chantilly, musée Condé.